# داسوكوريون (لاريسا)
داسوكوريون (Δασοχώριον) هي مدينة في لاريسا في مقاطعة فوريا إلادا في اليونان.
يبلغ عدد سكانها حوالي 1039   نسمة.